# Língua crioula inglesa de Tobago
A língua crioula inglesa de Tobago é uma língua crioula baseada no inglês e é  geralmente falada na ilha de Tobago. Distingue-se da língua crioula de Trindade - particularmente no nível basilectal - assemelhando-se mais às outras línguas crioulas inglesas das Pequenas Antilhas. Em 2011, era falada por cerca de 300 000 pessoas, em Tobago.
O inglês é uma das línguas oficiais do país (a variedade padrão local é o inglês de Trindade e Tobago), mas as principais línguas faladas são os crioulos ingleses de Trindade e de Tobago, que contêm elementos de várias línguas africanas.